# 韋蘭 (密蘇里州)
韋蘭（英語：Wayland）是位於美國密蘇里州克拉克縣的城市。

## 人口
根據2020年美國人口普查的數據，韋蘭的面積為1.74平方千米，皆為陸地。當地共有人口408人，而人口密度為每平方千米234人。